# بارافيسونيس
بارافيسونيس (Paraphysornis) كان نوع منقرض عملاق لا يطير من الطيور مفترسة في عائلة طيور الرعب، ضمن تحت عائلة بورونتورنيس التي عاشت في البرازيل، طوله كان حوالي مترين والجمجمة كان طولها 60 سنتيمتر، النوع الوحيد المعروف هو Paraphysornis brasiliensis و عاش منذ 23 مليون سنة.

## وصلات خارجية
- Genus Taxonomy.
- Alvarenga, H.M.F. & Höfling, E. (2003) Systematic revision of the Phorusrhacidae (Aves: Ralliformes). Pap. Avulsos Zool. (São Paulo) 43(4).

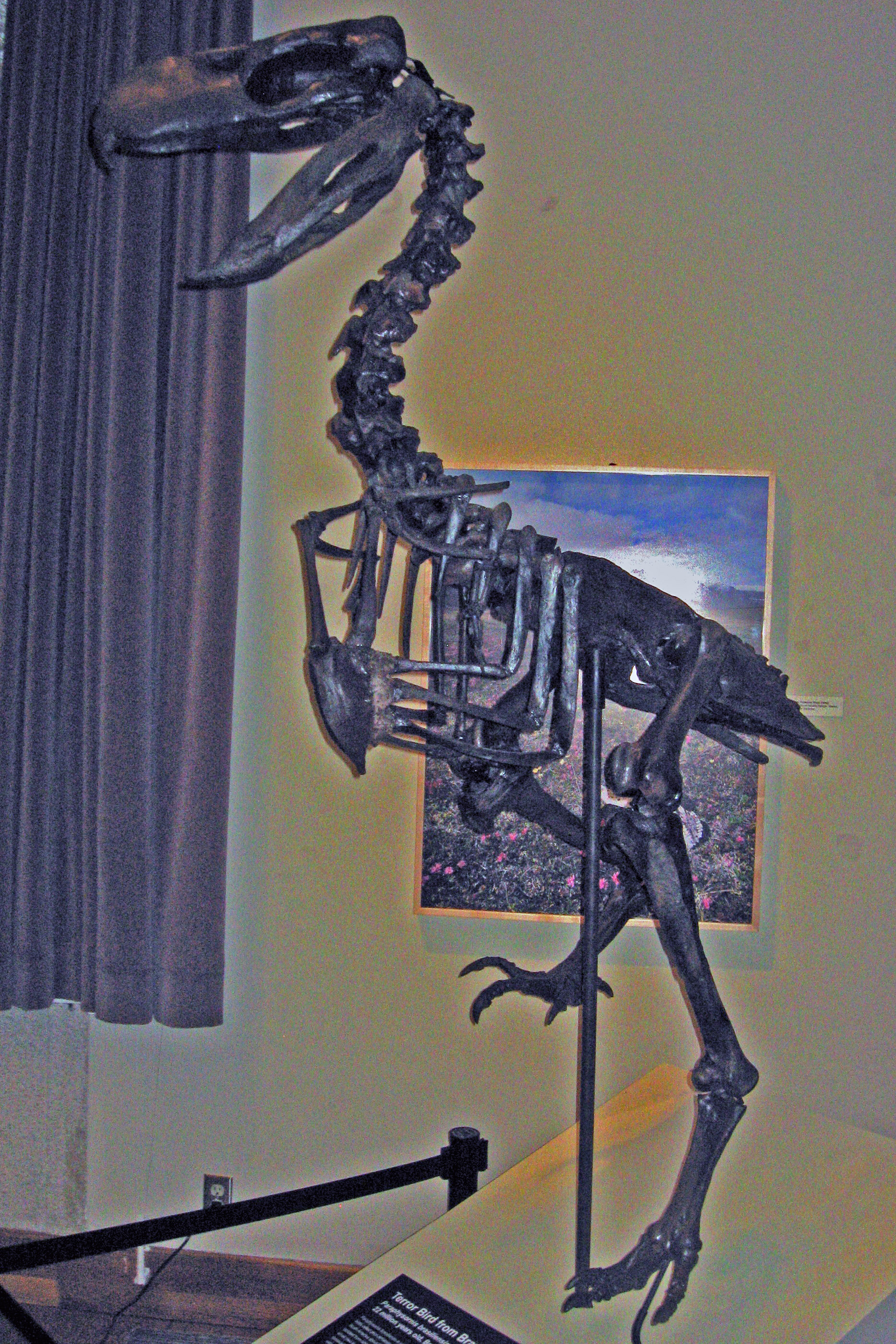